# Physalaemus spiniger

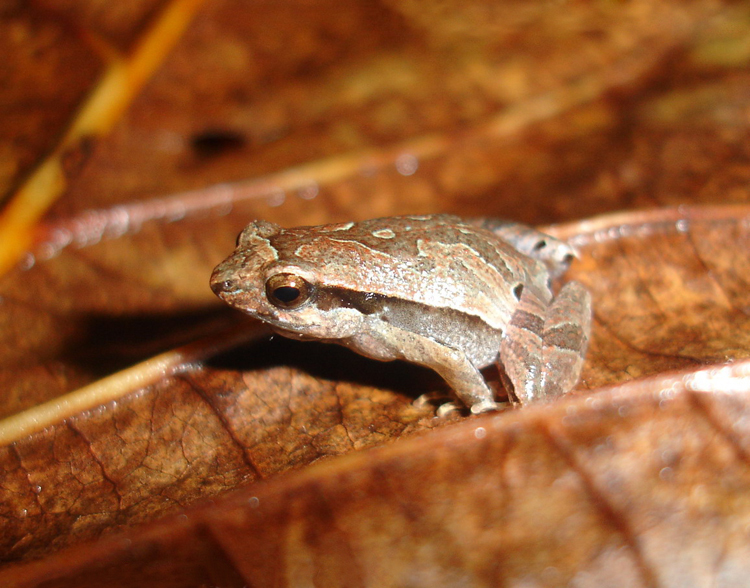
Die pfeilförmige Zeichnung auf dem Rücken von Physalaemus spiniger reicht bis zu den Schultern

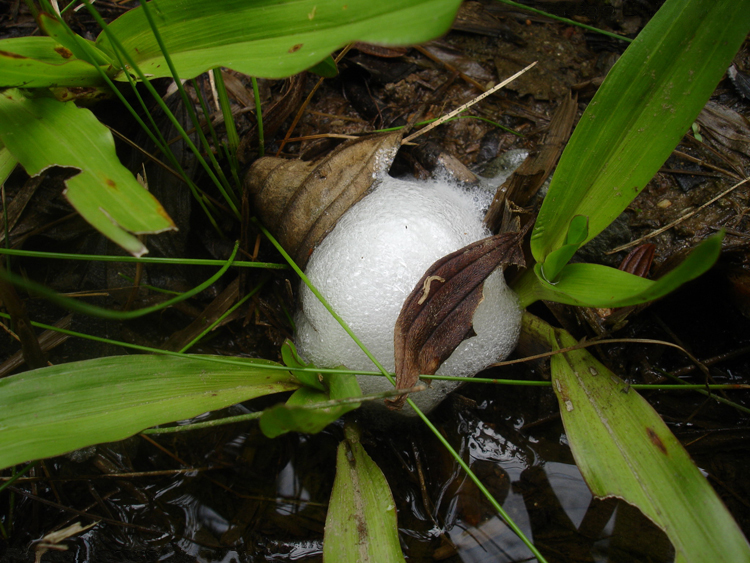
Schaumnest von Physalaemus spiniger zwischen den Blättern nahe einem temporären Gewässer

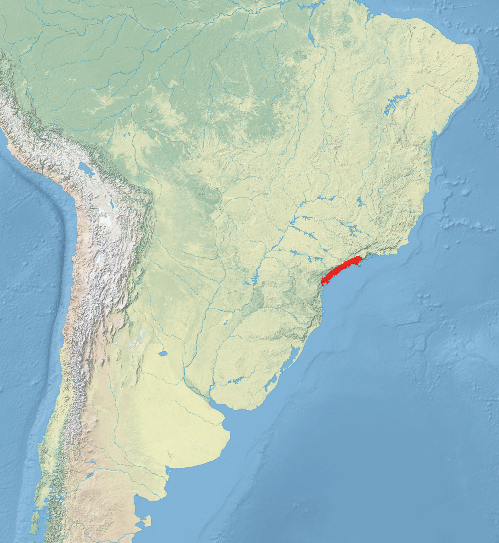
Verbreitungsgebiet von Physalaemus spiniger an der Küste Brasiliens

Physalaemus spiniger ist eine Froschart aus der Gattung der Lidblasenfrösche innerhalb der Familie der Pfeiffrösche (Leptodactylidae). Die Art ist im südöstlichen Brasilien endemisch.

## Merkmale
Physalaemus spiniger hat eine glatte Rückenhaut und einen auffälligen orangeroten Bauch. Der Rücken ist gelbbraun bis braun, mit einer nahezu symmetrischen Zeichnung. Ein dunkler Pfeil zeigt in Richtung des Kopfes, sein Schaft verzweigt sich nach hinten zu in drei Teile. Zwischen den Augen verläuft ein breites Band. Der Kopf ist breiter als lang, die Schnauze ist gerundet. Der Canthus rostralis ist deutlich hervorgehoben. Über dem Gehörorgan ist das Tympanum nur schwach sichtbar. Dunkelbraune laterale Streifen ziehen sich von der Schnauze über die Augen und das Tympanum bis in die Leistengegend. Die Schnauze ist braun bis cremefarben. Die Kehle und die Brust sind dunkelbraun und weiß gepunktet. Die Kloakenregion ist schwarz gefärbt.
Die Gliedmaßen sind gelblich braun mit dunklen Querbändern, auf der Unterseite orange. Die Männchen haben braune Brunftschwielen nur an den Daumen. Die Daumen sind gleich groß oder etwas größer als die vierten Finger. Der dritte Finger ist an jeder Hand bei weitem der längste. An den Füßen ist der vierte Zeh der längste, gefolgt vom dritten Zeh.

### Ähnliche Arten
Physalaemus spiniger gehört innerhalb der Gattung der Lidblasenfrösche zur Physalaemus-signifer-Artengruppe. Von Physalaemus signifer, dem Typus der Artengruppe, unterscheidet sich Physalaemus spiniger hauptsächlich durch die glatte Rückenhaut, die bei Ersterem warziger erscheint. Außerdem sind die jeweils schwarzen Flecken auf den Leistendrüsen bei Ph. signifer deutlich kleiner als bei Ph. spiniger.
Physalaemus spiniger lässt sich äußerlich nicht von Physalaemus nanus unterscheiden, anhand ihrer Paarungsrufe können aber die beiden Arten auseinandergehalten werden.

### Größenverhältnisse
Mit einer Kopf-Rumpf-Länge von 17 bis 21 Millimetern bei den Männchen ist die Art kleiner als die verwandten Arten Physalaemus caete, Physalaemus moreirae, Physalaemus obtectus und Physalaemus olfersii, deren Männchen eine Länge von 22,5 bis 34,5 Millimetern erreichen. Die Männchen von Physalaemus spiniger sind aber größer als die von Physalaemus bokermanni mit nur 15,3 bis 17 Millimetern Länge.

## Verbreitung

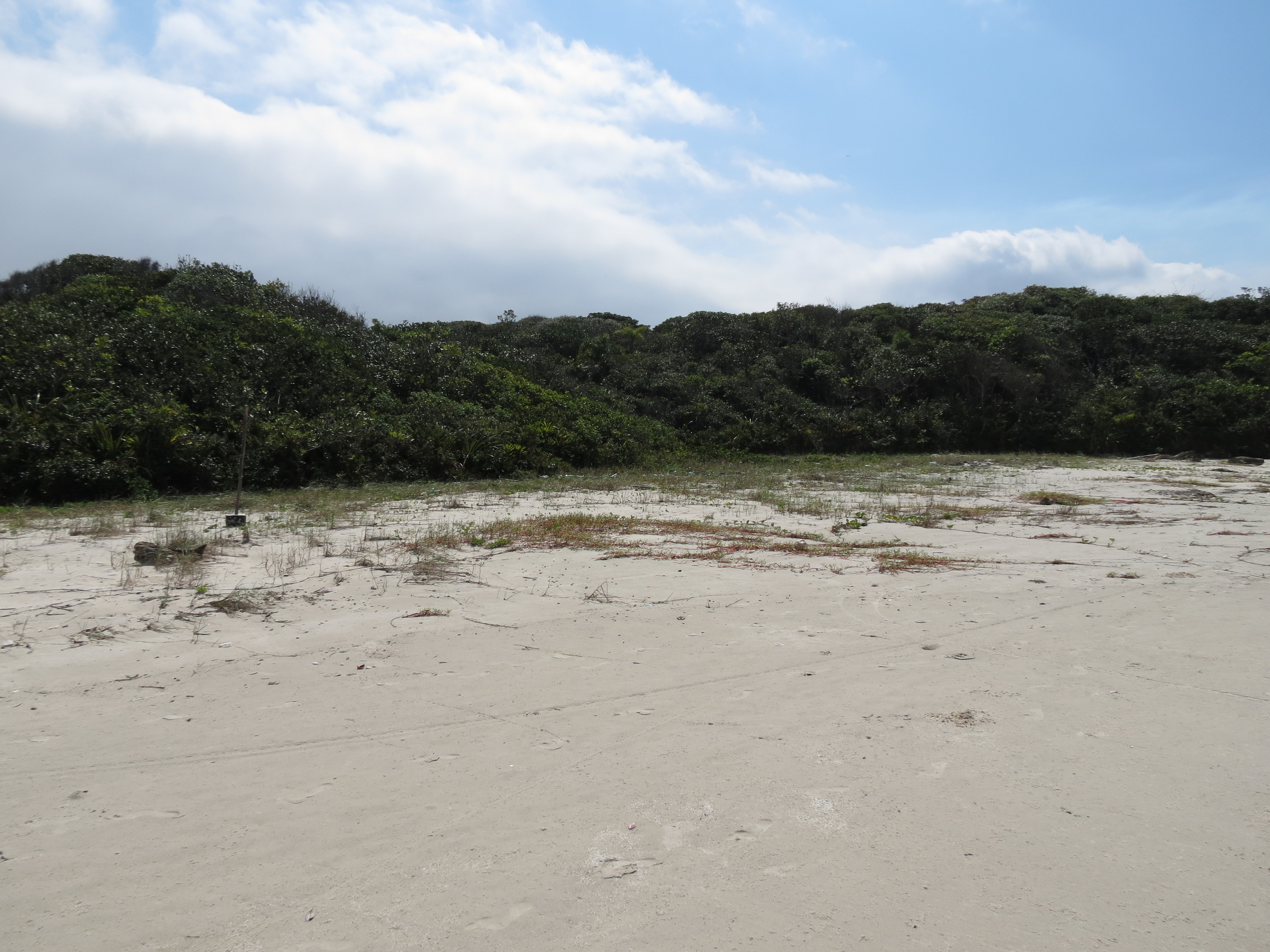
Der Parque Estadual das Restingas de Bertioga beherbergt eine einzigartige Pflanzengesellschaft an der südöstlichen Atlantikküste Brasiliens. Die Restinga ist der Lebensraum von Physalaemus spiniger.

Das Verbreitungsgebiet von Physalaemus spiniger liegt an der Atlantikküste im Südosten Brasiliens und reicht vom Ostteil des Bundesstaates São Paulo bis in den Nordosten des Bundesstaates Paraná. Der gesamte Lebensraum der Art ist wahrscheinlich nicht größer als 20.000 Quadratkilometer, aber die Frösche sind in diesem Gebiet recht häufig und anpassungsfähig an Veränderungen, die von der Besiedlung durch den Menschen ausgehen. Dennoch verkleinert sich ihr Habitat durch Flurbereinigungen, den Bau von Freizeiteinrichtungen für die Tourismusindustrie und neue Siedlungen. Die Größe der Populationen nimmt ab.

## Lebensraum und Lebensweise
Die Art lebt im Flachland nahe den tropischen und subtropischen Atlantikküsten Brasiliens, wo die Niederschläge temporäre Marsch- und Sumpflandschaften hinterlassen. Die Küstenwälder, Mata Atlantica genannt, und die entlang der Strände entstandene Strauchlandschaft der Restinga bieten den Fröschen Schutz.
Die Paarungszeit ist zwischen Oktober und Februar, während der Regenfälle. Die Männchen rufen von den Ufern kleiner Teiche oder anderer temporärer Gewässer aus die Weibchen. Dem Pfeiffrosch werden fünf verschiedene Rufe zugeschrieben, mit denen er Weibchen anlockt oder seine Anwesenheit gegenüber anderen Männchen anzeigt. Die Eier werden in Schaumnester gelegt, die ins Wasser gelegt oder an den Uferrändern befestigt werden. Auch feuchtes Laub am Rand der Teiche oder die Blattachseln von Bromelien genügen, um das Schlüpfen der Kaulquappen zu ermöglichen. Das Wasser in den Bromelien ist zwar nicht ausreichend, um die Weiterentwicklung zu gewährleisten, wenn sich aber die temporären Gewässer füllen, gelangen die geschlüpften Larven mit den Regengüssen in die nahen Teiche. Dort entwickeln sie sich bis zum fertigen Frosch weiter.

## Systematik und Taxonomie
Alipio de Miranda Ribeiro fand ein konserviertes Exemplar von Physalaemus spiniger im Museu de Zoologia da Universidade de São Paulo. Dieses mit Engystomops spinigera beschriftete Typusexemplar wurde George Albert Boulenger zugeschrieben. Da es jedoch in Wahrheit keine Beschreibung dieses Frosches durch den berühmten Herpetologen Boulenger gab, wurde schließlich die kurze Abhandlung Miranda-Ribeiros aus dem Jahr 1926 als Erstbeschreibung anerkannt. Erst viel später wurde die Art in die von Lynch 1970 begründete Physalaemus-signifer-Artengruppe gestellt.